# Palästinensisches Olympisches Komitee
Das Palästinensische Olympisches Komitee (arabisch اللجنة الأولمبية الفلسطينية, DMG al-Laǧna al-ūlimbiyya al-filasṭiniyya) ist das Nationale Olympische Komitee Palästinas. Obwohl die Palästinenser keine volle staatliche Autonomie erreicht haben, wurde Palästina als ein Mitglied des Olympic Council of Asia (OCA) 1986 aufgenommen. 1995 wurde es in das International Olympic Committee (IOC) aufgenommen.

## Geschichte
Laut Nahil Mabrouks, Präsident des Palästinensischen Leichtathletikverbandes, wurde das Palästinensische Olympische Komitee (POK) 1931 gegründet und blieb Mitglied des NOC, bis Israel im Sechstagekrieg 1967 Ost-Jerusalem, das Westjordanland und den Gazastreifen eroberte und besetzte.
Das Palästinensische Olympisches Komitee wurde als provisorisches Mitglied 1986 in den asiatischen Verband aufgenommen. Israel, dem 1982 die Mitgliedschaft im selben Verband aberkannt worden war, protestierte gegen diese Entscheidung. Diese Entscheidung erlaubte es den Palästinensern, an den Asienspielen teilzunehmen. Jassir Arafat, Vorsitzender der Palästinensischen Befreiungsorganisation (PLO), war zu dieser Zeit auch Vorsitzender des Komitees.
Die ersten Olympischen Spiele, an denen Palästina teilnehmen durfte, waren die Olympischen Sommerspiele 1996 in Atlanta. Die israelische Regierung unter Benjamin Netanjahu hatte gegen die Verwendung des Namens Palästina protestiert, war mit ihrem Protest jedoch gescheitert. Der Langstreckenläufer Majid abu Maraheel wurde als Flaggenträger bestimmt.
Akram Zaher, Manager für die internationalen Beziehungen des POK, war zugleich auch Mitglied der Föderation der westasiatischen Spiele. Er wurde 2009 bei einer Explosion in einem palästinensischen Flüchtlingslager im Libanon getötet.
Dschibril ar-Radschub, Vorsitzender des POK, bekleidet auch das Amt des Vorsitzenden der Palestine Football Association und wurde im August 2009 ins Zentralkomitee der Fatah gewählt. Er nannte im Juli 2012 die Petition, eine Schweigeminute für die elf israelischen Athleten zu halten, die 1972 bei den olympischen Spielen in München durch arabisch-palästinensische Terroristen der PFLP ermordet wurden, „rassistisch“. In einem Interview mit dem libanesischen TV-Sender Al-Mayadeen am 30. April 2013 sagte Radschub: „Wir haben keine Atombombe, aber ich schwöre, wenn wir eine Atombombe hätten, hätten wir sie diesen Morgen benutzt.“
Samar Araj Mousa ist Mitglied des POK und außerdem tätig als Sportdirektor der Universität von Bethlehem, Trainer der Frauenfußballnationalmannschaft Palästinas und Generalsekretär des Palästinensischen Tennisverbandes.